# 中百舌鳥球場
中百舌鳥球場（なかもずきゅうじょう）は、かつて大阪府堺市に存在した野球場。南海高野線白鷺駅西側にあった。
プロ野球・南海ホークス（現在の福岡ソフトバンクホークス）が二軍本拠地および練習場として使用していた。ただしメインスタンドの銘板は「中モズ球場」と仮名書きされていた。施設は南海電気鉄道が所有し、同球団の運営会社である南海野球が運営管理を行っていた。

## 歴史
南海鉄道（現在の南海電気鉄道）の開業50周年記念事業の一環で、当時の泉北郡百舌鳥村大字東、南海高野線中百舌鳥駅の南東に所有していた社有地（約180,000m2）に総合運動場が建設されることになった。なお、白鷺駅は当時未開業で、最寄駅は中百舌鳥駅だった。中百舌鳥総合運動場内にはまず1935年にテニスコートが整備され、野球場は1939年8月11日に開場した。その後も陸上競技場、相撲場、球技場、卓球場、体育館、クラブハウスなどが建設され、特に陸上競技場は当時、大阪府下で唯一の第一種公認競技場だった。
1938年に創設された職業野球団・南海軍（現在の福岡ソフトバンクホークス）は、1939年シーズン途中に本拠地を堺大浜球場から中百舌鳥球場へ移した。しかし、関西での公式戦は主に阪神甲子園球場と阪急西宮球場で開催され、甲子園や西宮のような数万人を収容するスタンドも鉄傘も備えていない中百舌鳥ではあまり開催されなかった。
- 1939年 ： 甲子園（156）、西宮（33）、中百舌鳥（9）、堺大浜（4）、神戸市民（3）
- 1940年 ： 西宮（100）、甲子園（99）、神戸市民（8）、中百舌鳥（4）
- 1941年 ： 甲子園（77）、西宮（76）、中百舌鳥（12）
- 1942年 ： 西宮（115）、甲子園（104）、中百舌鳥（6）、西京極（4）、神戸市民（2）

※ （）内の数は公式戦試合数。日本野球機構公式サイトより抜粋。
公式戦試合数が少ない原因をアクセスの悪さに求める説もある。難波駅 - 中百舌鳥駅間の距離は、阪神梅田駅 - 甲子園駅間や阪急梅田駅 - 西宮北口駅間と同程度であり、大阪市からのアクセスについては特に遜色はないが、神戸市からのアクセスにおいて中百舌鳥は決定的に不利である（なお、梅田と直結する地下鉄御堂筋線の中百舌鳥駅延伸は1987年であり、南海ホークス時代の末期のことであった）。また、最寄駅から野球場までの距離が甲子園や西宮に比べて中百舌鳥はやや長かった。1948年にフランチャイズ制度が暫定導入された際も、南海ホークスは阪神甲子園球場を当面の本拠地球場としていた。
中百舌鳥での公式戦開催は1942年以来8年ぶりとなる1950年の2試合で最後となり、同年9月、難波駅南西側に南海ホークスの新たな本拠地球場となる大阪球場が開場した。結局、中百舌鳥球場の公式戦開催実績は通算33試合（南海10、阪急5、阪神5、松竹4、巨人3、中日2、大和軍3、翼軍1）にとどまった。
中百舌鳥球場は二軍の本拠地となり、陸上競技場を挟んで合宿所の秀鷹寮も建設され、多くのスター選手を育てる場所となった。南海高野線には1949年に臨時駅の中百舌鳥運動場前駅が設置されたが、あまり使用される機会がないまま1958年に廃止されている（この臨時駅の跡地に1964年に白鷺駅が開業する）。1964年に大阪市南部の長居公園内に長居陸上競技場が完成すると、中百舌鳥総合運動場は1969年に野球場を除いて廃止された。野球場以外の跡地は、日本住宅公団・中百舌鳥公園団地、堺市立中百舌鳥小学校、泉北高速鉄道線などの建設用地に充てられるなどし、球場周辺は次第に大阪市のベッドタウンへと姿を変えていった。
1980年代中盤には関西国際空港開港に伴う大阪市難波地区の再開発事業も絡んで、一時は南海の一軍本拠地とする構想もあった（後述）。しかし1988年4月23日、南海のオーナーだった川勝傳が死去。川勝の死後から南海は水面下でダイエーへの球団売却交渉を進め、秋に売却が決定。本拠地を福岡県福岡市に移転することになり、本球場はプロ野球での使用を終了した。
その後は地元の草野球や少年野球など一般利用に供用されたが、老朽化により2001年11月20日に閉鎖された。スタンド等の施設はその後解体・撤去され、跡地にはマンション「グランシスフォート中百舌鳥」が建てられた。
なお、「中百舌鳥」が難読地名であることから、前述の通りメインスタンドの銘板は「中モズ球場」と仮名書きされており、また報道に於いても「中モズ」もしくは「中もず」と、仮名で表記することがあった。（同様の理由で、御堂筋線の中百舌鳥駅はひらがなで「なかもず」と表記されるほか、泉北高速鉄道の電車の行き先は「中もず」と表示される）。

## プロ野球公式戦開催実績
先述のようにプロ野球公式戦は33試合が開催された。内訳は1リーグ時代31試合、パ・リーグ2試合。
- 1939年
  - 7月28日 大阪タイガース 4-0 ライオン軍、阪急軍 4-1 名古屋金鯱軍、南海軍 4-1 東京セネタース（変則トリプルヘッダー）
  - 7月29日 ライオン軍 8-13 南海軍、阪急軍 8-2 東京セネタース、大阪タイガース 13-5 名古屋金鯱軍（変則トリプルヘッダー）
  - 7月30日 大阪タイガース 10-5 南海軍、ライオン軍 0-6 名古屋金鯱軍、阪急軍 0-8 東京巨人軍（変則トリプルヘッダー）
- 1940年
  - 6月1日 阪急軍 0-2 名古屋金鯱軍、南海軍 6-2 名古屋軍（変則ダブルヘッダー）
  - 6月2日 イーグルス 2-5 ライオン軍、東京セネタース 4-0 南海軍（変則ダブルヘッダー）
- 1941年
  - 5月18日 南海軍 0-2 黒鷲軍、朝日軍 4-3 名古屋軍（変則ダブルヘッダー）
  - 5月19日 南海軍 4-2 名古屋軍、朝日軍 3-0 黒鷲軍（変則ダブルヘッダー）
  - 5月20日 名古屋軍 12-3 朝日軍、南海軍 9-2 黒鷲軍（変則ダブルヘッダー）
  - 10月4日 阪神軍 1-2 南海軍、東京巨人軍 2-4 朝日軍（変則ダブルヘッダー）
  - 10月5日 南海軍 2-0 朝日軍、東京巨人軍 0-4 阪神軍（変則ダブルヘッダー）
  - 10月6日 東京巨人軍 3-1 南海軍、阪神軍 5-1 朝日軍（変則ダブルヘッダー）
- 1942年
  - 10月4日 大和軍 2-11 名古屋軍、南海軍 3-2 阪急軍（変則ダブルヘッダー）
  - 10月5日 大和軍 2-0 阪急軍、名古屋軍 6-1 南海軍（変則ダブルヘッダー）
  - 10月6日 南海軍 4-3 大和軍、阪急軍 2-1 名古屋軍（変則ダブルヘッダー）
- 1950年
  - 6月26日 南海ホークス 3-0 東急フライヤーズ
  - 7月11日 南海ホークス 12-1 西鉄クリッパース

## 堺市への幻の移転計画
南海の一軍本拠地だった大阪球場は、1994年の関西空港開港に合わせた球場周辺の再開発事業が行われることになり、1990年を最後に閉鎖・撤去されることが決まったが、これに付随して同球場に代わる南海の新たな本拠地球場の構想が取り沙汰された。
当時堺市長だった田中和夫は大のホークスファンであったこともあり、堺市に南海の本拠地を誘致する意向を表明。市内にある本球場もしくは堺市大浜公園野球場を改築して本拠地とする構想を明らかにした。また、改修の間は大阪市中央区の日本生命球場か同市住之江区で計画されていた野球場（現在の南港中央野球場）を暫定的に本拠地とすることも検討されていた。
しかし1988年、ホークスがダイエーへ譲渡され、本拠地を福岡に移転することが決まったことで、この計画は幻に終わった。詳細については福岡ソフトバンクホークス#堺市への幻の移転計画も合わせて参照。

## 施設概要
- 両翼：90m、中堅：120m（公称）
- 内野：クレー舗装、外野：天然芝
- 照明設備：なし